# Robert Stephen
Robert Stephen (* 27. Juni 1984) ist ein schottischer Snookerspieler aus Glasgow. In der zweiten Hälfte der 2000er Jahre spielte er zwei Jahre auf der Snooker Main Tour.

## Karriere
Mit 18 Jahren versuchte Robert Stephen erstmals, sich über die Challenge Tour 2003/04 für das Profisnooker zu qualifizieren. Bei einem Turnier erreichte er dabei Runde 3, nachdem er unter anderem Stefan Mazrocis besiegt hatte. Bei den übrigen drei Turnieren gelang ihm aber nur noch ein weiterer Sieg, so dass er von einem Erfolg weit entfernt blieb. Danach beschränkte er sich erst einmal auf das Amateursnooker und hatte dabei 2005/06 seine erfolgreichste Saison. Erst erreichte er das Viertelfinale der Europameisterschaft, dann Platz 4 bei der U21-Weltmeisterschaft. Bei der schottischen Landesmeisterschaft erreichte er das Finale, das er mit 3:7 gegen Fraser Patrick verlor. Trotz dieser Niederlage war er aber der beste Spieler der Saison in Schottland gewesen und als Nummer 1 der nationalen Rangliste bekam er vom schottischen Verband eine Wildcard für die Profisaison 2006/07.
In seinem ersten Main-Tour-Jahr hatte er beim Grand Prix Gelegenheit, in der Gruppenphase Matchpraxis zu sammeln. Er gewann gegen Mark Joyce und Lee Page, verlor aber seine fünf übrigen Partien und schied aus. Danach gelang ihm noch ein einziger Sieg mit 5:2 gegen Tian Pengfei bei den Welsh Open. Bei der Weltmeisterschaft verlor er denkbar knapp mit 9:10 und 56:65 im Entscheidungsframe gegen Alfie Burden. Für ein weiteres Jahr auf der Profitour konnte er sich damit nicht qualifizieren.
Im Jahr darauf versuchte er die Rückkehr über die PIOS-Turnierserie. Im ersten Turnier erreichte er das Achtelfinale, bei einem weiteren Turnier kam er bis ins Halbfinale. Weitere vier Male verlor er aber auch sein Auftaktmatch. In der Gesamtwertung der 8 Turniere reichte es nur für Platz 25 und damit nicht für die Qualifikation. Erneut konnte er aber bei den schottischen Amateurturnieren überzeugen und drei nationale Turniere gewinnen. Als schottische Nummer 1 wurde er für die Profisaison 2008/09 erneut von seinem Heimatverband nominiert. 
Diesmal schaffte er es schon beim zweiten Turnier, dem Shanghai Masters, mit Siegen über Scott MacKenzie und Paul Davies unter die Letzten 64. Nach einer Auftaktniederlage beim Grand Prix gegen MacKenzie kam er auch bei der Bahrain Championship in die dritte Runde, versäumte dann aber bei der UK Championship bei einem großen Turnier eine höhere Punktzahl zur Verbesserung seiner Weltranglistenposition zu bekommen. Er verlor 8:9 gegen Jamie Jones. Auch das Erreichen der Letzten 64 bei den China Open brachte ihn nicht viel weiter, da er bei der Weltmeisterschaft klar mit 3:10 gegen Matthew Selt in Runde 1 ausschied. Platz 88 unter 96 Profis bedeuteten zum zweiten Mal das Main-Tour-Aus. Damit gab Stephen auch seine weiteren Profiambitionen auf.

## Erfolge
Ranglistenturniere:
- Runde der Letzten 64: Shanghai Masters (2008), Bahrain Championship (2008), China Open (2009)